# Томшань (Димбовіца)
Томшань, Томшані (рум. Tomșani) — село у повіті Димбовіца в Румунії. Входить до складу комуни Костештій-дін-Вале.
Село розташоване на відстані 52 км на північний захід від Бухареста, 31 км на південь від Тирговіште, 138 км на схід від Крайови, 113 км на південь від Брашова.

## Населення
За даними перепису населення 2002 року у селі проживали 533 особи, з них 532 особи (99,8%) румунів. Рідною мовою 532 особи (99,8%) назвали румунську.